# Glucósido cardíaco
Los glucósidos cardíacos, también llamados glucósidos cardiotónicos, son glucósidos heterósidos con actividad sobre músculo cardíaco, compuestos de una genina esteroídica y azúcares. La genina, a su vez, tiene una lactona que puede ser pentagonal o hexagonal. Cuando la lactona es hexagonal los glucósidos se conocen como bufadienólidos, mientras que cuando es pentagonal se les llama cardenólidos. Los primeros son típicos de sapos del género Bufo y los segundos de plantas del género Digitalis como Digitalis purpurea, usada antiguamente en medicina en el tratamiento de la insuficiencia cardíaca.

## Antecedentes
La digital o dedalera (Digitalis spp.) es una fuente de compuestos glucósido cardíacos y se utilizó durante siglos, aún sin tener claro las verdaderas causas de estos efectos. William Withering describió que la dedalera poseía un capacidad de acción sobre el movimiento del corazón de una manera no observada hasta entonces con otras medicinas y que había buenas expectativas en caso de usarse con fines medicinales.
Los efectos de la digital sobre el corazón se conocen desde finales del siglo XVI cuando John Ferriar la describió por primera vez. La veracidad del valor clínico de la sustancia para el tratamiento de la insuficiencia cardiaca congestiva no se estableció científicamente hasta principios del siglo XX. Hoy en día, los preparados digitálicos siguen siendo parte de los tratamientos médicos por su acción inotrópica y por ser de administración oral. La descripción final de la estructura química de los digitálicos fue hecha por Arthur Stoll en 1933.

## Química
Al ser glucósidos, estos fármacos poseen una molécula de azúcar que pueden ser mono-, di- o trisacáridos y un componente llamado aglicona o genina. La genina más simple es la digitoxigenina que es la aglicona de uno de los glucósidos principales de la Digitalis lanata, el Lanatósido A. El componente azúcar, unido al hidroxilo del carbono 3 (C3) de la estructura esteroidea, es en ambos casos un polisacárido compuesto de glucosa y tres moléculas de D-digitoxosa.

Los glucósidos cardioactivos (glucósidos digitálicos, esteroides cardioactivos) consisten en una genina o aglicona y un resto de azúcaratado a través de un átomo de oxígeno (cardenólido).

## Farmacología
Los glucósidos cardíacos incluyen mezclas de glucósidos de la hoja de digital como la digitoxina, derivada de D. purpurea y la digoxina y el lanatósido A, derivada de D. lanata. Aunque difieren de su estructura química y farmacocinética, en el corazón tiene propiedades terapéuticas muy similares.

### Efectos
Los efectos de los glucósidos cardíacos sobre el músculo cardíaco están en relación de la dosis y abarcan mecanismos tanto directos como indirectos. Dentro de los directos, los fármacos incrementan la fuerza y la velocidad de contractilidad del miocardio, elevan el periodo refractario del nodo aurículoventricular y aumentan la resistencia periférica. A dosis altas, llegan a favorecer el influjo simpático. Indirectamente deprimen el nodo sinoauricular y prolongan la conducción al nodo aurículo ventricular.
Los pacientes con insuficiencia cardiaca, la fuerza de contracción inducida por los glucósidos cardíacos, eleva el gasto cardíaco, mejora el vaciamiento sistólico y llega a disminuir el tamaño del corazón en la diástole (véase el artículo sobre el ciclo cardíaco). También reducen la elevación de la presión ventricular al final de la diástole y, debido a esta acción, se disminuye la presión pulmonar y la presión venosa sistémica.
El incremento de la contractilidad cardiaca y del gasto cardíaco reduce por reflejo el tono simpático por lo que se compensa el efecto vasoconstrictor de los fármacos con reducción de manera total de la resistencia periférica.
Otro efecto de los glucósidos cardíacos, y que fue de lo primero que se notó en estos fármacos es la diuresis en los pacientes edematosos.

## En insuficiencia cardiaca congestiva
En los pacientes con insuficiencia cardiaca congestiva, los glucósidos cardíacos causan un retardo mínimo de la frecuencia cardíaca que resulta de los efectos vagales colinérgicos y simpaticolíticos sobre el nodo sinoauricular.

## Indicaciones clínicas
Los glucósidos cardíacos se usan en las siguientes condiciones:
- Insuficiencia cardíaca.
- Disritmias.
- Taquicardia auricular paroxística.
- Infarto agudo de miocardio.
- Choque cardiogénico en pacientes con edema pulmonar y/o fibrilación auricular.
- Angina de pecho.
- Cardiomegalia e insuficiencia cardiaca.

## Reacciones adversas y toxicidad
Con dosis tóxicas se nota una reducción de la frecuencia cardiaca originada por una depresión directa del automatismo del nodo sinoauricular. Las dosis tóxicas aumentan el automatismo (despolarización distólica espontánea) de todas las regiones cardiacas excepto el nodo sinoauricular.
Los glucósidos cardíacos poseen un índice terapéutico muy estrecho y los signos y síntomas de la enfermedad que se quiere tratar pueden llegar a ser difíciles de distinguir de aquellos que indican toxicidad. Algunos de los signos de toxicidad pueden ser anorexia, náuseas, vómitos. Pueden incluirse malestares como dolor abdominal y diarrea. Se han notado también disritmias que varían desde varios grados de bloqueo auriculoventricular hasta ectopía ventricular compleja. Ha sido reportada la aparición de ginecomastia con el uso crónico de los fármacos. Aunque raras, pueden aparecer reacciones de hipersensibilidad caracterizadas por eosinofilia, erupción cutánea y trombocitopenia.

## Consideraciones generales
Los niños mayores de un mes pueden requerir dosis más altas que las administradas a personas adultas, por lo que los cardiólogos deben estar alertas a cualquier signo de toxicidad. Los glucósidos cardíacos se excretan por la leche materna de manera que se debe tener especial cuidado en madres lactantes.